# مذبذب جهدي

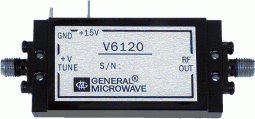
مذبذب جهدي للموجات الدقيقة. (12-18جيجاهرتز)

المذبذب الجهدي (بالإنجليزية: (VCO) Voltage-Controlled Oscillator) هو مذبذب إلكتروني يتم التحكم في تردد تذبذبه عن طريق الجهد. يحدد الجهد تردد التذبذب اللحظي. وبالتالي، يمكن استخدام المذبذب الجهدي لتعديل التردد (FM) أو تعديل الطور (PM) من خلال تطبيق إشارة تعديل/تضمين على مدخلات المذبذب. يعد VCO أيضًا جزءًا لا يتجزأ من «حلقة مقفلة الطور» (Phase-locked loop (PLL)) . يتم استخدام المذبذب الجهدي في مولدات الموجة لإنشاء شكل موجي يمكن تعديله بواسطة الجهد.

## التصميم والدوائر

### مذبذبات LC
دوائر المذبذبات شائعة الاستخدام هي مذبذبات Clapp و Colpitts. المذبذب الأكثر استخدامًا بين الاثنين هو Colpitts وهذه المذبذبات متشابهة جدًا في التكوين.

### مذبذب بلوري

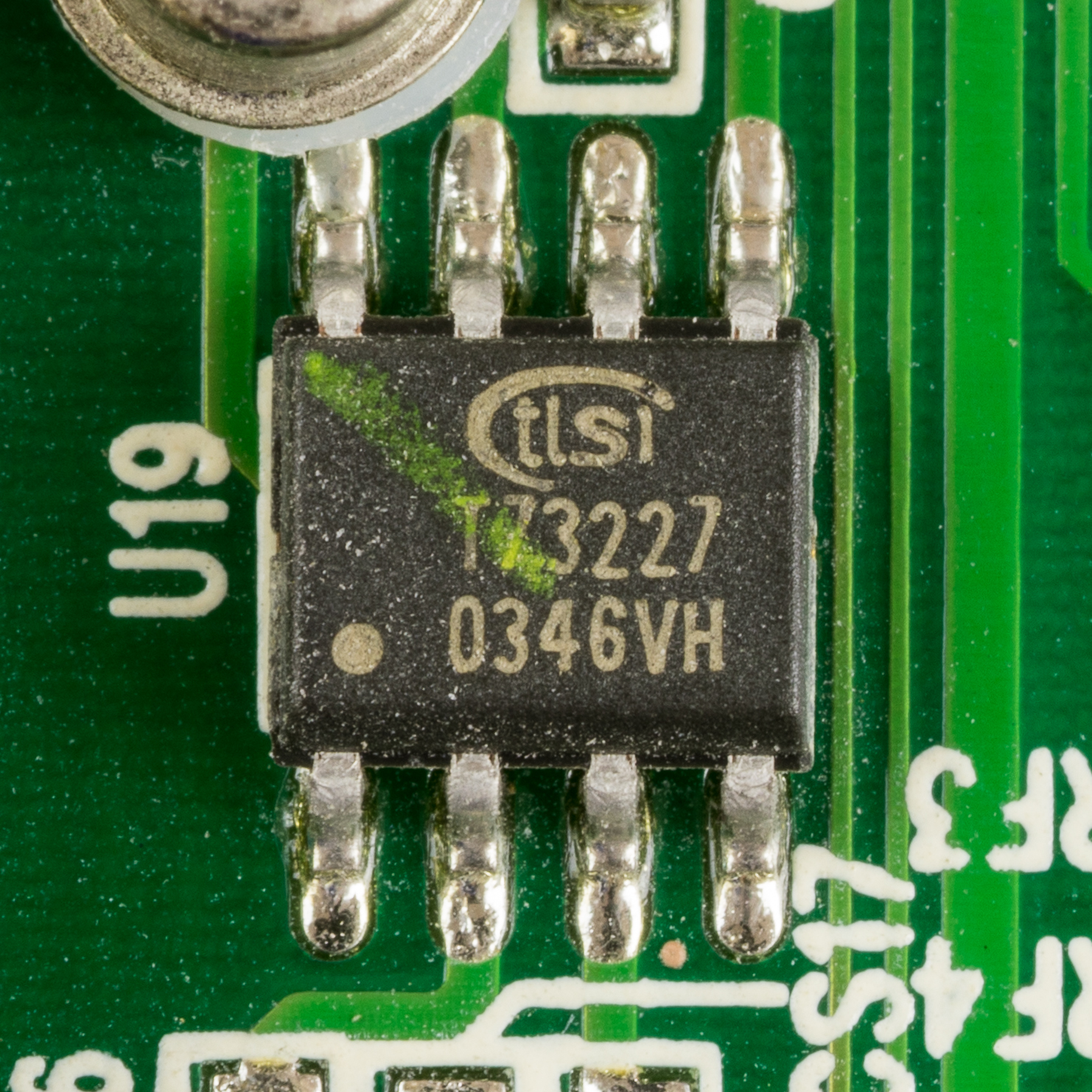
مولد ساعة (VCXO) 27 ميجا هرتز IC (TLSI T73227)، يستخدم في جهاز فك التشفير DVB-T.